# Poinçon-lès-Larrey
Poinçon-lès-Larrey is een gemeente in het Franse departement Côte-d'Or (regio Bourgogne-Franche-Comté) en telt 196 inwoners (1999). De plaats maakt deel uit van het arrondissement Montbard.

## Geografie
De oppervlakte van Poinçon-lès-Larrey bedraagt 10,5 km², de bevolkingsdichtheid is 18,7 inwoners per km².
De onderstaande kaart toont de ligging van Poinçon-lès-Larrey met de belangrijkste infrastructuur en aangrenzende gemeenten.

## Demografie
Onderstaande figuur toont het verloop van het inwonertal (bron: INSEE-tellingen).